# Donald Walker
Donald J. Walker (* 1958) ist ein kanadischer Manager und Vorstand der Magna International Inc.

## Karriere
Der in Kanada geborene Walker trat 1987 in die Firma Frank Stronachs, Magna, ein. Donald Walker war bereits zwischen November 1994 und Februar 2001 Vorstand und Präsident von Magna International Inc. Danach war er bis 2005 Vorstand und Präsident der Firma Intier Automotive Inc.
Des Weiteren fungiert Donald Walker seit 7. November 2005 als Direktor von Magna International und seit 3. Dezember 2005 von Decoma International Inc., dessen Direktor er zuvor von Mai 2001 bis Dezember 2005 war.
Darüber hinaus war Walker Direktor von Tesma International Inc. Heute ist er auch in verschiedenen Firmen vertreten, wie der Automotive Parts Manufacturers Association, der Humber College Foundation, weiters ist er Ko-Vorsitzender des Automotive Advisory Committee to Industry Canada und Mitglied der Ontario Jobs und Investment Board.